# تری کین
تری لوئیزا کین (متولد ۲۴ اکتبر ۱۹۲۵ – درگذشته ۱۷ نوامبر ۲۰۲۲) یک هنرپیشه آمریکایی بود که به‌خاطر کارش در دوران رادیو قدیمی شهرت داشت. او در بیش از ۱۰۰ نقش دراماتیک در رادیو و تلویزیون ظاهر شده‌است. برای یک دوره دوازده ساله، از اکتبر ۱۹۶۳ تا ۴ آوریل ۱۹۷۵، او نقش مارتا اسپیرز مارسئو، همسر رئیس پلیس بیل مارسئو را در درام روزانه The Edge of Night در تلویزیون سی‌بی‌اس بازی کرد.
کین در منهتن به دنیا آمد. پدرش روزنامه‌نگار بود، و مادرش «کلوراتور برجسته» در تالار اپرای ملی مجارستان در بوداپست بود، و بعدها استاد دانشگاه شد.
کین در ۱۰ ژوئن ۱۹۵۰ با بازیگر رادیو و تلویزیون جان لارکین در انگلوود، نیوجرسی ازدواج کرد. آنها یک دختر به نام شارون داشتند که در ۵ مارس ۱۹۵۱ به دنیا آمد. کین در ۱۷ نوامبر ۲۰۲۲ در ۹۷ سالگی درگذشت.

## رادیو
کین در برنامه‌های رادیویی نقش‌های زیر را بازی کرده‌است.
| برنامه                  | نقش               |
| ----------------------- | ----------------- |
| خواهر بزرگ              | امید ملتون ایوانز |
| زندگی می‌تواند زیبا باشد | چیچی              |
| ازدواج دو نفره          | ویکی              |
| رمز و راز بدون قتل      | منشی              |
| جاده زندگی              | جوسلین برنت       |
| عاشقانه هلن ترنت        | کارول بنکرافت     |
| خانم دوم برتون          | تری برتون         |

کین همچنین یکی از اعضای بازیگران آقای مرکوری بود. :454 :359

## صحنه
آثار کین در تئاتر برادوی هارمونی سنجاق سر، پادشاه ولگرد، Swing Your Lady و What a Life می‌باشند.

## تلویزیون
کین در برنامه‌های تلویزیونی زیر نقش‌های زیر را بر عهده داشته‌است.
| برنامه                   | نقش                 |
| ------------------------ | ------------------- |
| لبه شب                   | مارتا اسپیرز مارسئو |
| یک زندگی برای زندگی کردن | نائومی ورنون        |
| با محبت                  | رز دونوان شماره ۱   |

کین در فیلم‌های تلویزیونی دکتر مالون جوان (۱۹۶۳)، کیتی فویل (۱۹۵۸)، شعله درونی (۱۹۵۵)، جاده زندگی (۱۹۵۴)، همه فرزندان من (۱۹۷۹)، امید رایان (۱۹۸۵)، نور راهنما (۱۹۵۷، ۱۹۸۸)، جستجو برای فردا (۱۹۵۶، ۱۹۸۰)، همان‌طور که جهان می‌چرخد (۱۹۶۱–۱۹۶۳)، و موجودی آمریکایی نیز ظاهر شد.